# バヤ・コン・ディオス
「バヤ・コン・ディオス」（スペイン語: Vaya con Dios）、またはヴァヤ・コン・ディオスはラリー・ラッセル（Larry Russel）、イネス・ハメス（Inez James）、バディー・ペパー（Buddy Pepper）が1952年に米国で発表した愛と別れの歌で、世界中で歌われた。特にレス・ポール（ギター伴奏）とメアリー・フォード（Mary Ford、歌）とのレコーディングが著名で、日本でも江利チエミなどが歌っている。

## 概要
「バヤ・コン・ディオス」（スペイン語: Vaya con Dios））はスペイン語で文字通りは「神と共に行きなさい」、通常は「「さようなら」の古語、詩的な表現の「さらば」というような意味で、  ここでは1952年にラリー・ラッセル（Larry Russel）、イネス・ハメス（Inez James）、バディー・ペパー（Buddy Pepper）が1952年に発表した愛と別れの歌を指す。翌1953年にレス・ポールとメアリー・フォード（Les Paul and Mary Ford）とがレコーディングした歌が米国だけでなく、世界中でヒットした。
歌詞は出だしが英語の「Now the hacienda's dark, the town is sleeping, ...」とスペイン語の「Se llegó el momento ya de separarnos, ...」が作られて  、後者ではナット・キング・コールなどのレコーディングが行われている。日本では江利チエミなどが英語歌詞を交えて歌っている。  